# Berati vár
A berati vár (albán kalaja e Beratit), helyi elnevezésén Vár (albán Kala) vagy Várnegyed (Lagja Kala) ókori előzményekre visszatekintő, mai formájában nagyrészt az Epiruszi Despotátus fennhatósága alatt, a 13. században épült középkori vár, egyúttal a dél-albániai Berat 2008 óta világörökségi védelem alatt álló egyik történelmi városrésze az Osum folyó jobb partján magasodó dombtetőn. A 9,6 hektáros területű vár napjainkban is lakóövezet, oszmán hatásról tanúskodó, fehérre meszelt, sokablakos hagyományos kőházakkal. A toronyrendszerrel tagolt külső várfalak és a belső vár romjai mellett itt található Albánia legrégebbi, máig fennmaradt 13. századi bizánci stílusú templomai közül a Blakhernai Szűz Mária- és a Szentháromság-templom, valamint az ország két legkorábbi, 15. századi mecsetjének romjai, a Vörös és a Fehér mecset. A pazar belső terű és míves ikonosztázzal rendelkező egykori Mária mennybevétele székesegyházban 1986 óta működik Albánia két ikonművészeti múzeumának egyike, az Onufri Nemzeti Ikonográfiai Múzeum. Az albán lek érvényben lévő fémérméi közül a tízlekes hátlapja a berati várat ábrázolja.

## Története
Berat városa a 15. századig nem terjedt túl a vár falain, így a város és a vár történelme e korai évszázadokban nem különült el egymástól. A vár területéről előkerült régészeti leletek alapján az i. e. 7. században telepedtek le az illír törzsszövetséghez tartozó dasszaréták (Δασσαρῆται), és létrehozták kőfallal védett központi településüket. Makedónia királya, Kasszandrosz i. e. 314-ben elfoglalta a birodalma nyugati határvidékén fekvő települést, amelynek az Antipatreia nevet adta. Megerősítette védőműveit, nem sokkal később, az i. e. 4–3. század fordulóján pedig az Apszosz (ma Osum) folyó túlpartján lévő dombtetőre egy ellenerődöt építtetett. A vár egy évszázadig a makedónok kezén maradt, i. e. 200-ban a rómaiak foglalták el. Az ókor elkövetkező századaiban a vár ugyan lakott maradt, de katonai jelentőségét elveszítette.
I. sz. 440-ben II. Theodosziosz foglalta el és tette a Bizánci Birodalom részévé a várat, amelynek a Πουλχεριόπολις / Pulkheriopolisz nevet adta. Egy évszázaddal később, I. Iusztinianosz uralkodása (527–565) alatt az akkor még álló antik várfalakat megerősítették. 860-ban a Bolgár Birodalom, 1018-ban ismét a Bizánci Birodalom fennhatósága alá került a vár. Ezt követően egészen a 15. századig megsűrűsödtek a vár körüli hadi események, ennek következményeként gyakran cserélt gazdát. 1082-ben a normannok foglalták el a várat, amely 1085-ben ismét bizánci domínium lett. 1205-ben az Epiruszi Despotátus első uralkodója, I. Mihály hódította meg a várat, amelynek védőműveit jelentősen megerősítette. A berati vár mai formájában, a 9,6 hektáros területet közrefogó, toronyrendszerrel megerősített várfalak, a belső vár, a barbakánnal védett várkapu stb. mind I. Mihály 13. századi várépítő tevékenységének eredményei. 1258-ban hozományként Manfréd szicíliai királyhoz került a vár, majd az utódja, I. (Anjou) Károly által 1272-ben kikiáltott Arberiai Királyság része lett. Ténylegesen Károly albán hűbéresei, a Muzaka család tagjai tartották ellenőrzésük alatt a vár környékét, akiktől 1274-ben a bizánciak visszafoglalták Beratot. Az Anjouk 1280–1281-ben megkísérelték visszafoglalni a várat, de ostromuk kudarccal zárult. Ezt követően ismét a Muzakák voltak a vár urai, kivéve az 1345 és 1355 közötti, IV. (Dusán) István nevéhez kötődő szerb fennhatóságot.
1417-ben a Balkánon terjeszkedő Oszmán Birodalom foglalta el a várat, amelynek némileg kibővítették védőműveit, és a török helyőrség számára két mecsetet is építettek. Az albán területeket felszabadító Szkander bég 1455-ben megostromolta a várat, de vereséget szenvedett. A város az ezt követő időszakban terjedt a várfalakon túlra, a várdomb alatti területeken, s az Osum két partján kialakultak az újabb városnegyedek: a döntően muszlim népességű Mangalem és a görögkeletiek lakta Gorica. Ezzel a Berati vilajet, majd a 17. századtól az Avlonai szandzsák székhelyeként funkcionáló város népessége jelentősen megnövekedett. A várban továbbra is a török helyőrség állomásozott, de helyben maradt a kizárólag ortodox vallású lakosság is; a vár területén az újkor századaiban a harmincat is meghaladta a görögkeleti templomok száma. A 19. század elején a város ideiglenes az epiruszi területek albán hadura, Ali Tepeleni pasa birtoka lett, aki gondot fordított a vár megerősítésére is.
Albánia függetlenné válásakor (1912) Berat az ideiglenes nemzeti kormány fennhatósága alá került, az első világháború éveiben azonban görög (1914–1916), osztrák–magyar (1916–1918), majd olasz megszállás (1918–1921) alatt állt. 1925-ben a reguláris albán hadsereg egyik hadtestének a berati várban jelölték ki a helyőrségét. A második világháború előestéjén, 1939. április 9-én az Albániát megszálló olaszok vonultak be Beratba. A vár a Brit Királyi Légierő bombázásainak következményeként 1941-ben jelentős károkat szenvedett. Olaszország kapitulációját követően, 1943. szeptember 8-án a Harmadik Birodalom katonái vonultak be a városba, amelyet végül 1944. május 16-án szabadítottak fel a kommunista partizánok.
A vár XX0064 szám alatt 1948 óta védett műemlék. 1961-ben az albán kormány múzeumvárossá nyilvánította Beratot, így az egyébként országszerte agresszív urbanizációs törekvések megkímélték a város és a vár történeti emlékeit, sőt, templomait is az 1967 után kibontakozó ateista kampány esztelen templomrombolásaitól.

## Nevezetességei

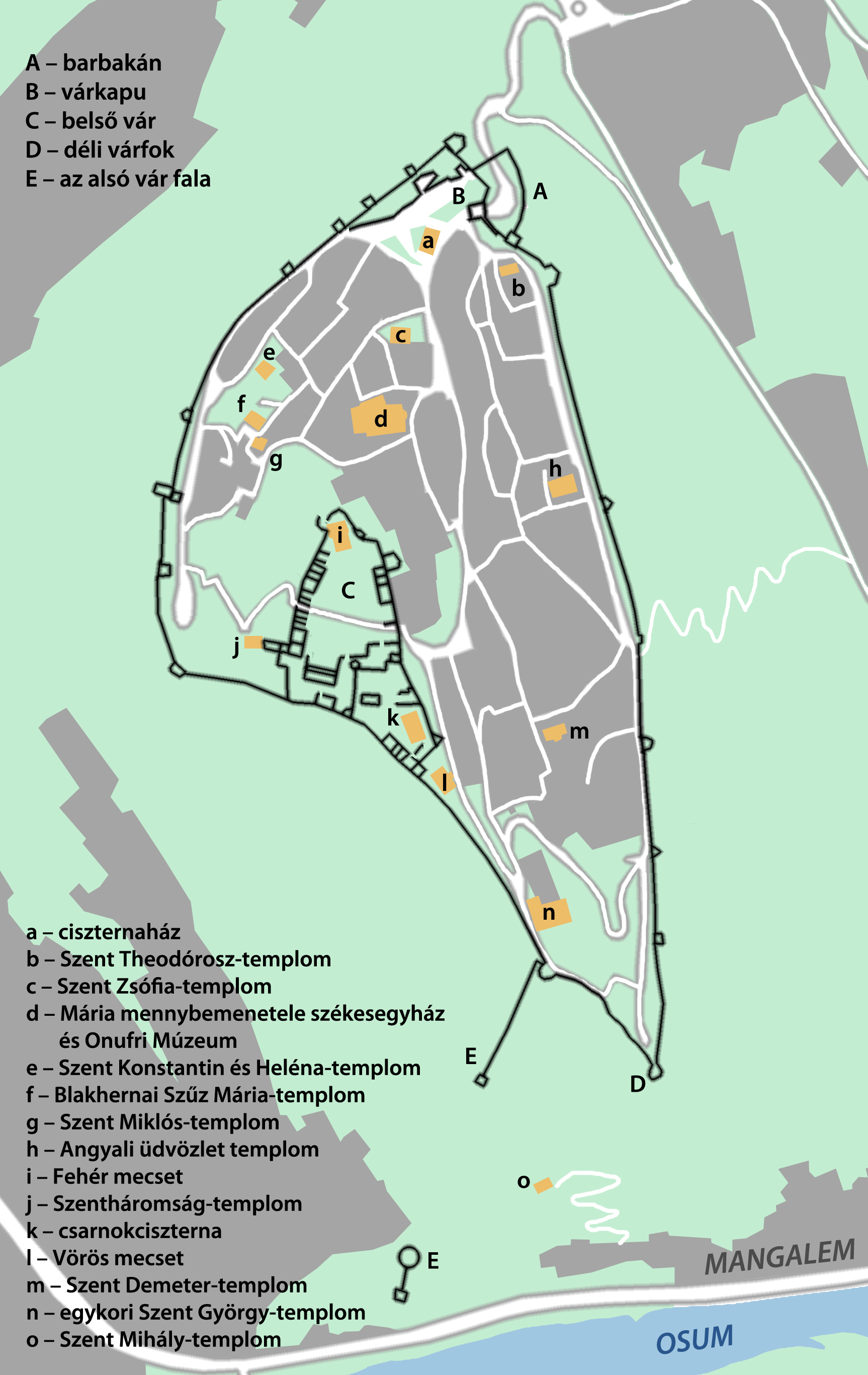
A berati vár átnézeti térképe

A vár Berat mai belvárosától északnyugatra, az Osum jobb partján meredeken emelkedő várdomb tetején terül el 9,6 hektáron. Legmagasabb tengerszint feletti magassága 229 méter, maga a várkapu 181 méteren van. A berati vár napjainkban is lakóövezet, és bár gyalogosan több irányból is megközelíthető, az északkeleti várkapunál a turistáktól napközben jelképes árú belépőjegyet szednek.
Az elmúlt száz év rekonstrukciós munkájának köszönhetően a vár külső fala teljes hosszában jó állapotban fennmaradt. A régészeti feltárások azonosították az eredeti makedón várfal és várkapu ma már 5 méterrel a talajszint alatt lévő rétegeit, amelyekről az anyagvizsgálatok visszaigazolták, hogy valóban az i. e. 4. századra datálhatóak. Az eredeti kváderköveket emellett a történelmi századok során is felhasználták a lerontott várfalak újraépítéséhez. A ma látható külső védőművek végső soron az Epiruszi Despotátus uralkodója, I. Mihály 13. századi várépítő munkájának eredményei. Akkor alakult ki a vár közel háromszög alakú alaprajza, épült meg a várkaput védő barbakán, valamint a várfalat tagoló, huszonnégy toronyból álló védőmű. A várkapunál szabad szemmel is elkülöníthetőek az ókori rétegek a 13. századi epiruszi és a 19. századi Ali Tepeleni-féle toldásoktól. A belső boltíves kapu fölötti falba zöld téglából kirakva látható az építtető despota, görögös nevén Mikhaél Komnénosz monogramja.  A külső várkapun egy a velenceiektől zsákmányolt, 6-9 fontos golyók kilövésére alkalmas ágyú látható, amelynek csövén az 1694-es dátum olvasható. A várkapu belső oldalán lévő téren áll a vár lakosságát vízzel ellátó ciszterna fölé emelt templomszerű épület.
Ugyancsak I. Mihály építtette a domb legmagasabb pontján álló, 0,8 hektáros területű belső várat, valamint az annak védelmét biztosító öt öregtornyot. A belső vár déli végében található a szintén 13. századi építésű, sziklába vágott, boltíves téglaoszlopokkal alátámasztott csarnokciszterna, amely a vár helyőrségének vízellátását volt hivatott biztosítani. Az 1930-as években az esővíz felfogása helyett a 7 kilométerre fekvő Shpirag-hegy forrásainak vizét vezették be a ciszternába. Vélhetően a 14. század során építették a belső vár déli falától, illetve a délkeleti várfoktól délnek, az Osumnak futó védőműveket, amelyek részben a mai Mangalem negyed területén fekvő alsó várat zárták közre, ezzel további 6 hektárral növelve a vár alapterületét. Az alsó vár meredek talaján a későbbiekben egy szeráj, a 18. században pedig a berati szandzsákbég, Kurd pasa palotája épült fel. Ezeknek romos falai, a palota finoman faragott eredeti kőkapuja és a haremlik (családi lakótér) egy része ma is látható. A délkeleti várfokról kilátás nyílik az Osum völgyére, az alant fekvő belvárosra és a történelmi negyedekre, Mangalemre és Goricára.

### Templomok
A várnegyed egykor harmincat is meghaladó görögkeleti templomából mára tíz maradt fenn közel eredeti formájában. Egy kivételével ezekben a templomokban a védőszentjeik napján istentiszteletet is tartanak.
Építészettörténetileg a legjelentősebb közülük a 13. században bizánci stílusban épült Blakhernai Szűz Mária-templom, amely Albánia egyik legrégebbi, máig fennmaradt temploma. Egy 5–6. századi kolostor helyén épült, eredetileg dongaboltozatos kupolaszerkezettel, amely azonban a 16. században megsérült, és nyeregtetővel váltották fel. A szokatlanul magas felmenő falú, négyszögletes alaprajzú épület bibliai jeleneteket és szenteket ábrázoló freskóit 1578-ban készítette Nikollë Onufri. A naosz (gyülekezeti tér) kőpadlóján ugyancsak 16. századi mozaik látható. A templom északnyugati falánál található Szent Konstantin nagy méretű mellszobrát.

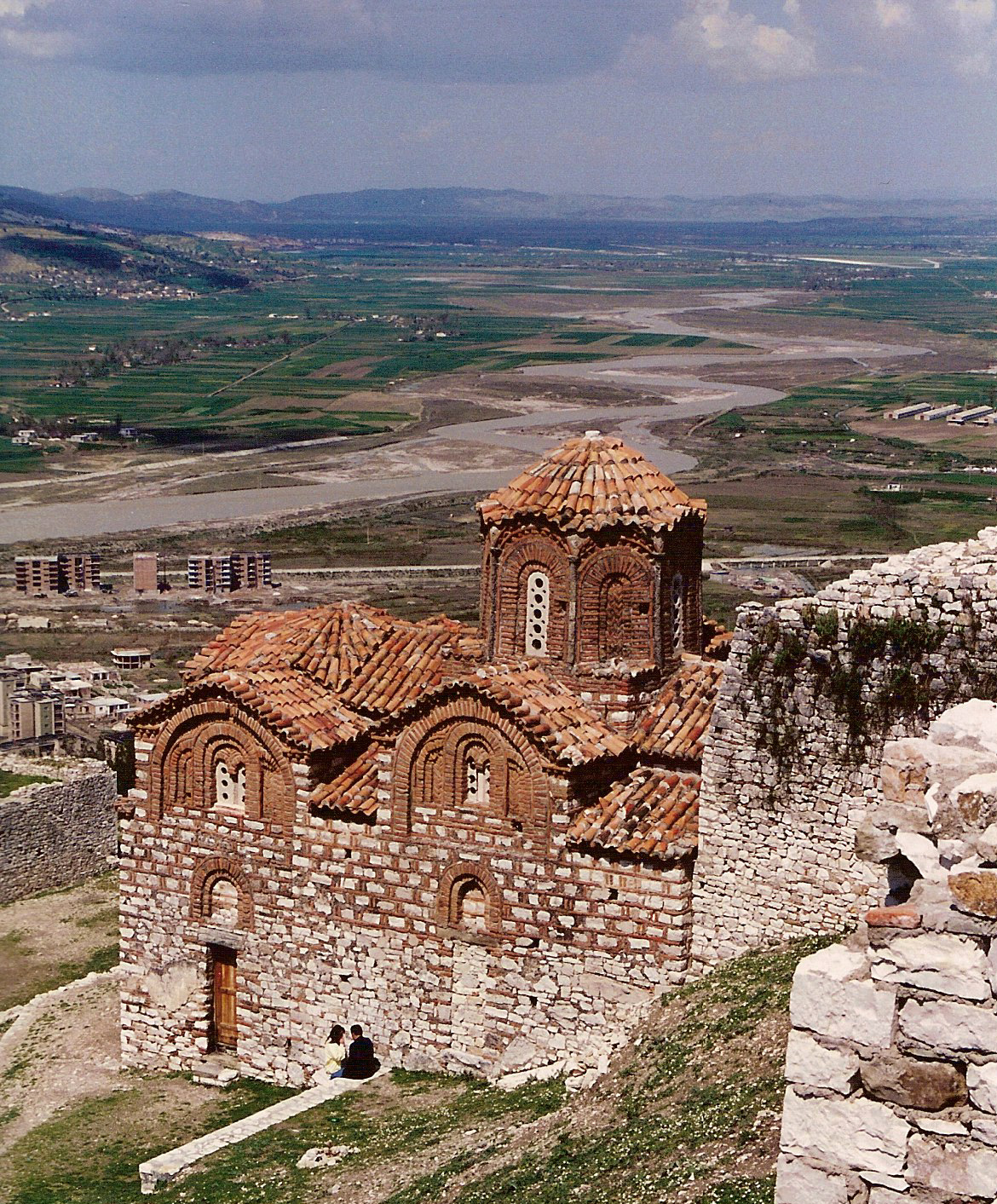
A Szentháromság-templom

Régiség szempontjából ezt követi a 13–14. század fordulóján épült, a belső vár nyugati falához tapadó Szentháromság-templom. A szintén bizánci stílusú, de lejtőre épült görögkereszt-alaprajzú templom érdekessége, hogy szerkezeti egységei, a narthex (előcsarnok), a naosz és az adüton (oltárrész) járószintjei egymástól eltolódnak. Belső terét a kupoladobot alátámasztó késő ókori oszlopok tagolják. Az oszmán időkben lőporraktárként használták, így freskói károsodást szenvedtek, de néhány falfestmény töredékesen fennmaradt. A templom belső tere csak ritkán látogatható.
Egykor az alsó vár területén, a déli várfok alatt állt, ma inkább a folyóparti Mangalem negyed felől közelíthető meg a vár és egyben Berat három legrégebbi templomának egyike, a Szent Mihály-templom. A 14. századi templom a várdomb meredélyének egy kisebb sziklaplatóján ül, s bár alapterületét tekintve a kisebb templomok közé tartozik, architektonikája érett késő bizánci stílusról vall. A nyugati oldalán egy narthexszel határolt, keleti tájolású, görögkereszt alaprajzú templom impozáns kupolával rendelkezik. Freskói csak töredékesen maradtak fenn.
A várnegyed leglátványosabb, s egyik legnagyobb alapterületű temploma a késő bizánci stílusban 1797-ben épült, háromhajós Mária mennybevétele székesegyház. Egy korábbi, 13. századi templom alapjainak és falainak részleges újrafelhasználásával épült templom nyeregtetejét két kupola zárja le, a szentély közelében pedig egy kő harangláb töri át. Déli hosszanti falát egy oldalt nyitott, oszlopos, tornácszerű exonarthex szegélyezi. A gyülekezeti térben megőrizték a magas művészi értéket képviselő faragott szentélyrekesztőt (1811) és annak ikonosztázát (az ikonok közt Onufri és Joan Çetiri festményeivel), valamint a hasonlóan mívesen faragott stallumokat, szószéket és püspöki trónt. A délkeleti kupola alatti padlórészen színezett kőlapokból kirakott szimbolikus napábrázolás látható. A szentélyrekesztő mögött, a padlóban elrejtve 1968-ban találták meg a rendkívül értékes, 6. századi Berati Bíborkódexet és a 9. századi Anthimi Aranykódexet. 1986 óta az épületben működik az Onufri Nemzeti Ikonográfiai Múzeum, amelynek állandó tárlata a bizánci művészeti hagyományokhoz kötődő albán ikonfestészet alkotásait, Onufri, Nikollë Onufri, David Selenica, Joan Çetiri és mások műveit, a Berat környéki egyházi ötvösművészet remekeit mutatja be.

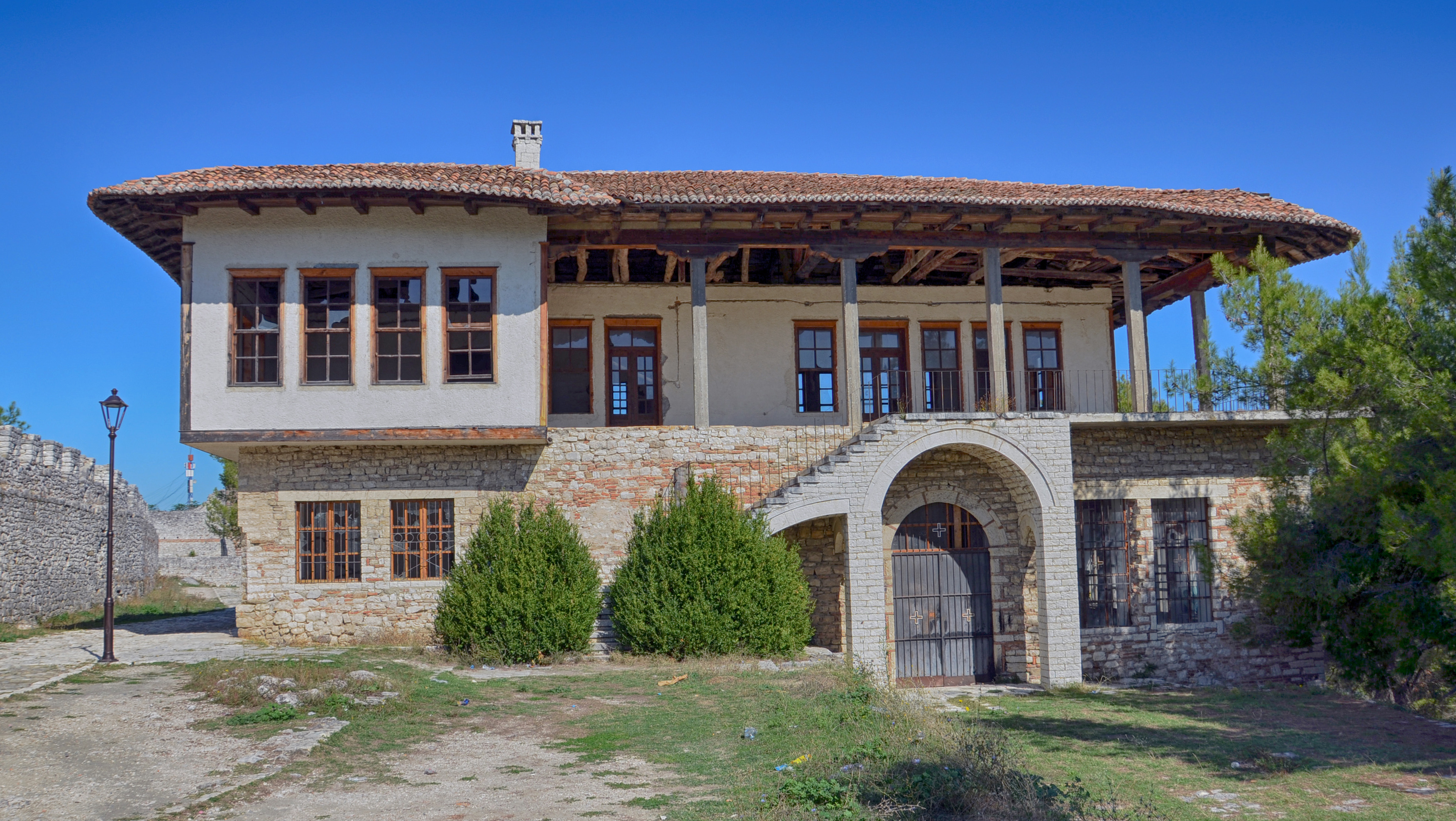
Az egykori Szent György-templom épülete

A fentieken kívül hét további, közel eredeti állapotában megőrzött görögkeleti templom található a várnegyed területén. Művészettörténeti szempontból a legjelentősebb közülük a 16. században épült Szent Theodórosz-templom, amelyben a 16. században alkotó albán festőművész, Onufri egyetlen máig fennmaradt freskója látható. Szintén 16. századi a Szent Miklós-templom, belső terében Onufër Qiprioti töredékes freskóival. Ezeken kívül a berati vár máig fennmaradt templomai a késő 16. századi Angyali üdvözlet templom (Kisha e Shën Evangjelizmoi), az 1607-ben épült Szent Demeter-templom (Kisha e Shën Mitrit), a 17. századi Szent Konstantin és Szent Ilona-templom, a Szent Zsófia-templom (Kisha e Shën Sofisë) és az Aranyszájú Szent János-templom (Kisha e Shën Joan Gojartit). Külön említést érdemel a 14. században épült, de a 20. század utolsó harmadában hagyományos oszmán típusú, teraszos étteremmé alakított, az 1990-es évektől gazdátlan Szent György-templom.

### Mecsetek
A várnegyedben található Berat két legrégebbi mecsetje, amelyek a vár 1417. évi oszmán bevételét követően épültek a helyőrség török katonái számára. A régebbi Vörös mecset romja a belső vártól délkeletre, a várnegyed déli részén található. A második világháború bombázásai következtében tetőszerkezete megsemmisült, s ma már csak falmaradványai, illetve a minaret alsó része áll. Ez utóbbi különlegessége, hogy a muszlim építési hagyományoktól eltérően a mihrábtól nem jobbra, hanem balra helyezték el. A Fehér mecset az előzőnél valamivel fiatalabb, de romosabb állapotban maradt fenn. A belső vár északi szegletében álló mecset imacsarnokának és minaretjének falmaradványai mintegy 2 méter magasan állnak.